# Barattarna
Barattarna (1510 a.C. circa – 1480 a.C. in base alla cronologia media) è stato un sovrano del regno di Mitanni; il primo su cui si abbiano notizie storiche e non semplicemente leggendarie.
Re Barattarna è noto da una tavoletta cuneiforme di Nuzi e da un'iscrizione di Idrimi di Alalakh.